# Mardröm

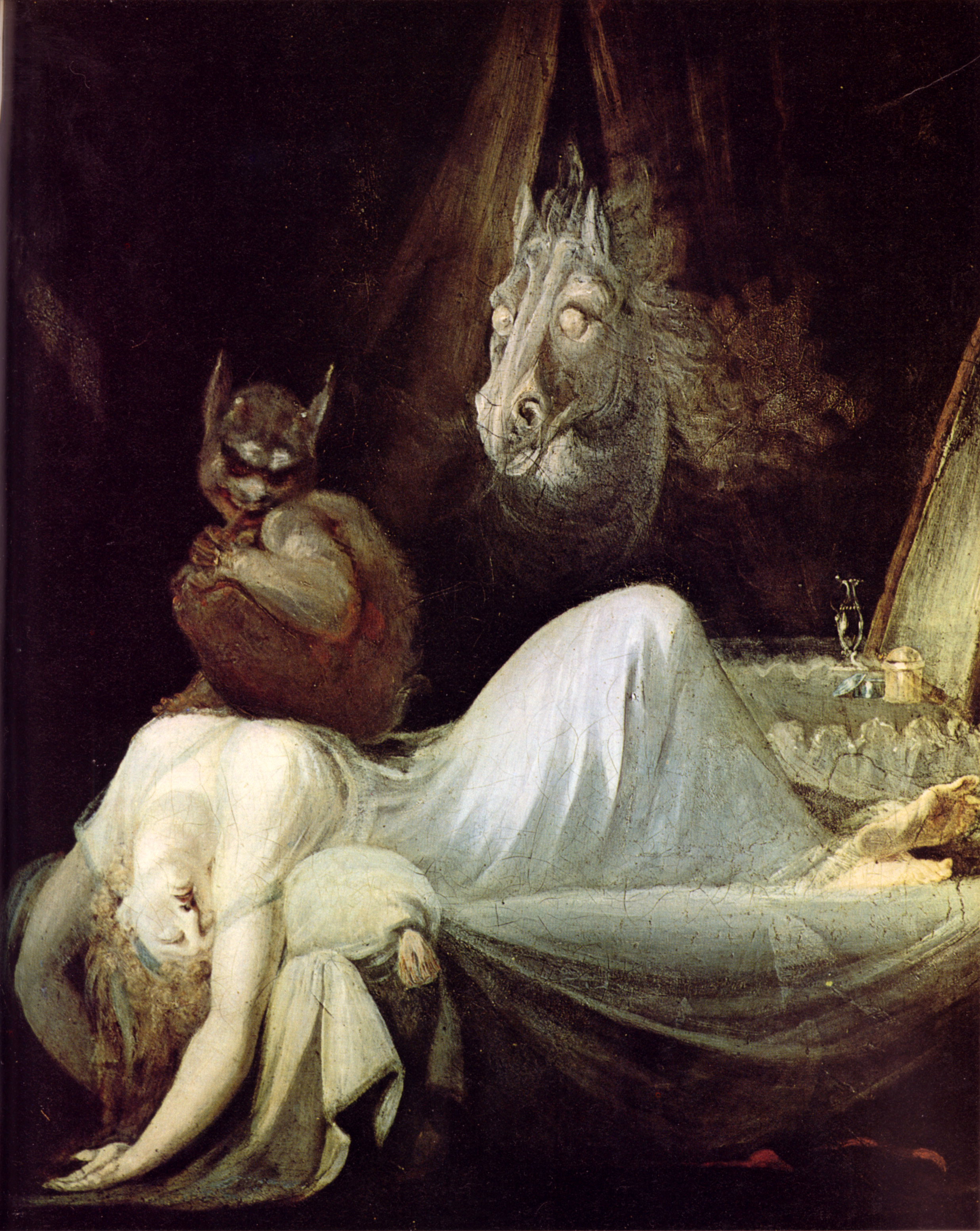
Johann Heinrich Füsslis målning Nattmaran.

En mardröm är en obehaglig dröm. Ordet kommer från väsendet mara (jämför da. mareridt, no. mareritt, isl. martröð, eng. nightmare, ty. Nachtmahr, nl. nachtmerrie, fr. cauchemar), och betecknade ursprungligen sömnparalys. Mara är en känsla av kvävning, beklämning eller tryckande tyngd över bröstet under sömnen. Först under de sista århundradena vidgades betydelsen till den ordet har idag.
Hälsa och kvalitet på sömnen i sig är viktiga faktorer på hur man upplever drömmar.
En mardröm kan också skapas av rädsla. Om man till exempel ser en obehaglig film som man blir rädd av kan rädslan bli djupare och man kan få en mardröm. Det behöver inte bara vara rädslor som man ser som skapar en mardröm, det kan också vara obehagliga tankar.
Svåra och frekventa mardrömmar kan klassas som en sömnstörning. Störningens DSM-IV-nummer är 307.47.

## Etymologi
Ordet "mardröm" är belagt i svenska språket sedan 1886.